# تئودور هافمن (بازیکن فوتبال)
تئودور هافمن (انگلیسی: Theodor Hoffmann; ۵ ژوئیهٔ ۱۹۴۰ – ۳۱ اکتبر ۲۰۱۱) بازیکن فوتبال اهل آلمان بود.
از باشگاه‌هایی که در آن بازی کرده‌است می‌توان به باشگاه فوتبال اشتوتگارت و باشگاه فوتبال راپید وین اشاره کرد.